# Pristimantis attenboroughi
Pristimantis attenboroughi (лат.) — вид лягушек, обитающий в перуанских Андах. Это первая амфибия, названная в честь известного британского телеведущего и натуралиста Дэвида Аттенборо.
Самцы достигают длины от 4,6 до 19,2 мм, а самки от 19,2 до 23,0 мм. Вид изучен по 34 образцам, пойманным на высоте 3400 и 3936 м над уровнем моря. Развитие прямое (без стадии головастика).
Pristimantis attenboroughi будет классифицироваться МСОП как «находящийся в опасности» (EN) или «в уязвимом положении» (VU).